# 시나이 무자히덴
시나이 무자 히덴은 이집트와 이스라엘 사이 소모 전쟁 동안 무장 세력이었다. 처음에는 이집트 군사 정보 부가 7 명의 부족 원을 모집하고 포트사이드, 이스마일리아 및 수에즈의 기반을 둔 3개의 지부를 시작하는 데 도움을 준 Eid Abu Jarir 에게 연락했을 때 조직되었다. Jarir 외에도 Khalaf al-Khalafat와 같은 다른 Bedouin Sufi Darqawa 인물과 가장 중요한 군사 지도자 인 Hassan Khalaf로부터 힘을 얻었다. 1997년,이 이름의 재향 군인 그룹은 현재 이집트 NGO 법률에 따라 조직되어 있으며 Ansar Bait al-Maqdis 에 반대하는데도 적극적으로 참여하고 있다.